# Frank A. Wenstrom
Frank A. Wenstrom (* 27. Juli 1903; † 12. Mai 1997) war ein US-amerikanischer Politiker. Zwischen 1963 und 1965 war er Vizegouverneur des Bundesstaates North Dakota.

## Leben
Die Quellenlage über Frank Wenstrom ist sehr schlecht. Weder über seine Schulausbildung noch über sein Leben jenseits der Politik gibt es verlässliche Angaben. Sicher ist, dass er zumindest zeitweise in North Dakota lebte und der Republikanischen Partei angehörte. Zwischen 1957 und 1960 sowie nochmals von 1967 bis 1986 saß er im Senat von North Dakota. Außerdem war er Präsident des zweiten Verfassungskonvents seines Staates.
1962 wurde Wenstrom an der Seite von William L. Guy zum Vizegouverneur von North Dakota gewählt. Dieses Amt bekleidete er zwischen 1963 und 1965. Dabei war er Stellvertreter des Gouverneurs und Vorsitzender des Staatssenats. Er starb am 12. Mai 1997 im Alter von 93 Jahren.